# زیمون اشتیله
زیمون اشتیله (انگلیسی: Simon Stehle؛ زادهٔ ۱۷ سپتامبر ۲۰۰۱) بازیکن فوتبال است که در پست هافبک بازی می‌کند.
از باشگاه‌هایی که در آن بازی کرده‌است می‌توان به باشگاه فوتبال هانوفر ۹۶ اشاره کرد.